# 政府説明責任研究所
政府説明責任研究所（せいふせつめいせきにんけんきゅうしょ、英: The Government Accountability Institute、略称はGAI）はアメリカのフロリダ州タラハシーにある保守系の非営利シンクタンク。2012年にピーター・シュワイツァーとスティーブン・バノンがロバート・マーサーとその一族から資金を得て設立。シュワイザーがこの研究所の理事長を務めている。この研究所は著書『クリントン・キャッシュ──外国政府と企業がクリントン夫妻を『大金持ち』にした手法と理由』および『ブッシュの還付金──公共サービスと企業はこうして彼に利益をもたらした』の出版にかかわったことで知られている。